# Лемонье, Пьер Рене
Пьер Рене Лемонье (фр. Pierre-René Lemonnier; 1731, Париж — 8 января 1796, Мец) — французский драматург и либреттист.
Служил секретарём у маршала Мальбуа, затем советником короля. В дальнейшем занимал посты военного комиссара Парижа, служил в интендантском ведомстве. Дебютировал как драматург и либреттист около 1760 г.; на либретто Лемонье «Одураченный кади» (фр. Le Cadi dupé), по мотивам «Тысячи и одной ночи», написаны оперы П. А. Монсиньи и К. В. Глюка (обе 1761). К середине 1770-х гг. опубликовал ещё десяток пьес, в том числе либретто для двух опер-балетов соперничавшего с Глюком Э. Ж. Флоке: пользовавшегося сильной, хотя и кратковременной популярностью (более 60 представлений в течение года) «Союз любви и искусств» (фр. L’Union de l’amour et des arts; 1773) и «Азолан» (фр. Azolan, ou le Serment indiscret; 1774, по мотивам одноимённой сказки Вольтера).